# Schwanebeck (Panketal)
Schwanebeck è una frazione del comune tedesco di Panketal, nel Brandeburgo.
Comprende le località di Neu-Buch e Schwanebeck-West.

## Storia
Schwanebeck costituì un comune autonomo fino al 26 ottobre 2003.